# Mange Johansson
Magnus "Mange" Johansson är en programledare som har hörts i den kommersiella radion sedan mitten på 1990-talet. För tillfället (oktober 2023) sänder han på stationen Vinyl FM. Tidigare sände han tillsammans med Janne "JB" Bengtsson under namnet "Mange, Sigge och JB" där Sigge syftade på Manges hund som alltid fanns med i studion.